# Instituto de Estudios Palestinos
El Instituto de Estudios Palestinos (Institute for Palestine Studies en inglés; مؤسسة الدراسات الفلسطينية en árabe) (IPS) es una institución privada sin ánimo de lucro, independiente de todo partido, organización política o gobierno, dedicada a la documentación, la investigación, el análisis y la publicación de temas relacionados con Palestina y el conflicto árabe israelí. Desde su fundación en 1963 en Beirut, el IPS ha publicado más de 600 libros, monografías y colecciones de documentos en inglés, árabe y francés. Edita las revistas Journal of Palestine Studies, Jerusalem Quarterly y Majallat al-Dirasat al-Filistiniyyah.
Aparte de su sede de Beirut, El Instituto de Estudios Palestinos mantiene desde 1982 el Institute for Palestine Studies de Washington en Estados Unidos, y el Institute of Jerusalem Studies que abrió en 1995 en Jerusalén Este y fue obligado a trasladar en el año 2000 a Ramala en Cisjordania.
En Beirut tiene una importante biblioteca, la Constantine Zurayk Library, que dispone de 78.000 títulos y conserva una colección de numerosos periódicos palestinos de antes de 1948. Ofrece también colecciones de libros y documentos sobre políticos árabes de los inicios del conflicto, y más de 10.000 antiguos documentos gráficos (fotografías, mapas y documentales) sobre la Palestina histórica.
El Instituto fue el primer organismo del mundo árabe en promover clases de hebreo moderno, convencido de que el conocimiento del hebreo y de Israel es un requisito ineludible para realizar estudios serios sobre el conflicto. En esta línea, realiza traducciones integrales de fuentes hebreas al árabe.
En 2010 lanzó un canal de televisión accesible en internet, the Palestine Studies TV, dirigido no solamente al mundo académico sino también a un público más joven y más amplio.

## Publicaciones

### Journal of Palestine Studies(JPS)
Es el buque insignia de las publicaciones del Instituto. Fundado en 1971, es publicado cuatrimestralmente por University of California Press, ediciones de la Universidad de California, en los Estados Unidos. Su editor es Rashid Khalidi, profesor en la Universidad de Columbia. La revista se dedica exclusivamente a temas políticos, culturales e históricos referentes a los palestinos, Palestina y el conflicto árabe-israelí, y ofrece artículos, entrevistas, críticas de libros, cronologías actualizadas de acontecimientos, información sobre el conflicto y sus aspectos diplomáticos, documentos oficiales y material para investigación, con un enfoque orientado hacia una resolución pacífica del conflicto.

### Jerusalem Quarterly(JQ)
Es la única publicación dedicada únicamente a la historia, el estatus político y el futuro de la ciudad de Jerusalén. Lanzada en 1998, la edita el Institute of Jerusalem Studies, una filial del Instituto de Estudios Palestinos fundada en Jerusalén en 1995 e instalada desde 2003 en Ramala. Tiene web propia y publica una versión en árabe, Hawliyyat al-Quds.

### Revue d'études palestiniennes
Publicada trimestralmente desde 1981, fue cofundada por Elias Sanbar que fue también su redactor jefe. Dependía de la rama francesa del Instituto de Estudios Palestinos en París y la distribuía la editorial Les Éditions de Minuit. Entre sus colaboradores contaba con algunas voces de mucho peso en Francia como los periodistas Samir Kassir y Farouk Mardam Bey, Leila Shahid, el historiador Camille Mansour e investigadores especialistas en el Oriente Medio como Maxime Rodinson y Henry Laurens. Dejó de publicarse en 2008.